# Leopold Sonnemann

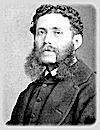

Leopold Sonnemann (eigenlijk Saul Sonnemann) (Höchberg bij Würzburg, 29 oktober 1831 - Frankfurt am Main, 30 oktober 1909) was bankier, journalist en uitgever. Sonnemann stamde uit een Duits joods gezin. Zijn vader was wever. Nadat hij in Offenbach bij Frankfurt de middelbareschooltijd had doorlopen, begon hij met 14 jaar in de zaak van zijn vader te werken. In 1849 verhuisde de familie naar Frankfurt.
Als middenstander kwam hij in contact met de bankier Rosenthal, die voor al zijn klanten zoals Sonnemann dagelijks een kort nieuwsbericht uitgaf. Zo kwam Leopold op het idee een krantje te beginnen. Sonnemann richtte in 1856 de invloedrijke krant Frankfurter Zeitung mee op, waarvan hij vanaf 1867 de enige eigenaar en uitgever werd. Sonnemanns krant zette zich, aanvankelijk alleen als handelsblad, in voor vrijhandel en hervorming van economische wetgeving, die aan de industrie ten goede zou moeten komen. Deze gedachten kwamen behalve in zijn activiteiten voor deze voorloper van de Frankfurter Allgemeine Zeitung, ook in tal van andere activiteiten tot uiting.
In 1858 was Leopold in Gotha met o.a. Hermann Schulze-Delitzsch medeoprichter geweest van het Volkswirtschaftlicher Kongress, dat liberalisering en afschaffing van handelsbelemmeringen als een beter middel voor Duitse eenwording zag, dan een van bovenaf opgelegde politieke eenheid. Dit gezelschap van overwegend economen had grote invloed op de politiek; een stabiele munt door de invoering van de goudstandaard en een restrictief geldaanbod kwamen mede door het congres tot stand. In het congres hield Sonnemann zich bezig met het bankwezen. 
In 1864 hield Sonnemann voor het congres van arbeiders(vak)verenigingen een pleidooi voor het oprichten van spaarbanken en bouwcorporaties, die samen zouden moeten voorzien in het woningtekort voor de arbeiders. Wachten op de bedeling of liefdadigheid is volgens hem niet meer acceptabel. Hij schaarde zich daarmee aan de zijde van Schulze-Delitzsch, die een dergelijk program ontwikkelde. Bovendien zou een soortgelijk systeem ten bate van het arbeiderspensioen als in Engeland bestond, moeten worden opgebouwd. Samen met Friedrich Albert Lange en August Bebel werd Sonnemann in het bestuur gekozen. Sociaal en politiek engagement bleek ook al twee jaar eerder, toen hij met vrouwenactiviste Anna Edinger en wetenschapper Georg Speyer een maatschappij tot nut van 't algemeen oprichtte (Frankfurt, 17 mei 1863).
Toen in september 1868 in Stuttgart de Duitse Volkspartij werd opgericht met het doel de liberalen sterk te maken, trad Sonnemann op als haar eerste voorzitter. Nadat in 1869 een splitsing ontstond tussen conservatieven en progressieven, koos Leopold Sonnemann voor de linkse factie. Van 1871 tot 1876 en weer van 1878 tot 1884 was Sonnemann lid van de Rijksdag; in de periodes 1869-1880 en 1887-1904 zou hij bovendien ook invloedrijk gemeenteraadslid van Frankfurt zijn. Over het algemeen voerde hij als links-liberaal lid van de Duitse Volkspartij oppositie. Zo stemde hij met de socialisten in 1872 tegen de annexatie van Elzas-Lotharingen en trok zo de onaangename aandacht van Bismarck. Zijn politieke overtuiging liet het hem toe steeds met de socialisten op te trekken, zolang het maar niet ging over de klassenstrijd. Sonnemann verafschuwde deze polarisatie en zette juist in op verzoening en overleg. Om die reden steunde hij ook de oprichting van vakbonden.
In de periode rond 1874 werkte Franz Mehring, op dat moment al een bekend parlementair journalist, voor de Frankfurter Zeitung van Sonnemann. Enige jaren later vertrok Mehring. Sommige auteurs menen dat een persoonlijk conflict met Sonnemann hier de oorzaak van is; Mehring gold als een gauw aangebrand mens. Of dat de steeds meer socialistisch agerende Mehring niet meer kon rekenen op de steun van zijn baas. Anderen, onder wie Mehring zelf, opperden de suggestie van Frankfurter Zeitung-redacteur Volckhausen, dat Sonnemann en de gehele redactie verstrikt waren in een schandaal rondom de rating van aandelen. De krant zou een aandeel omhoog of omlaag praten en zo gunstige koop- en verkoopgelegenheden voor zichzelf creëren.
Leopold Sonnemann was gehuwd met Rosa Schuler, die hem met bijna twee jaar overleefde. In de laatste jaren van zijn leven was Leopold nog actief in de joodse gemeenschap in Frankfurt.